# Dương Thanh Tâm
Dương Thanh Tâm (13 de enero de 1990) es un deportista vietnamita que compitió en taekwondo. Ganó una medalla de bronce en los Juegos Asiáticos de 2010 en la categoría de –74 kg.

## Palmarés internacional
| Juegos Asiáticos | Juegos Asiáticos | Juegos Asiáticos  | Juegos Asiáticos |
| Año              | Lugar            | Medalla           | Categoría        |
| ---------------- | ---------------- | ----------------- | ---------------- |
| 2010             | Cantón (China)   | Medalla de bronce | –74 kg           |